# PUK2
PUK2 (ang. Personal Unblocking Key 2) – ośmiocyfrowy kod służący do odblokowania kodu PIN2. Jest on przypisany do danej karty SIM i przechowywany w bazie danych operatora sieci od chwili wydania jej abonentowi. Dzięki niemu można ustalić nowy kod PIN2 chroniący dostęp do zaawansowanych funkcji telefonu komórkowego, jak np. wybierania ustalonego (FDN).
Dziesięciokrotne błędne wprowadzenie tego kodu spowoduje trwałe zablokowanie dostępu do tych funkcji, ale nie unieważni ono karty SIM. Jednak, aby móc ponownie korzystać z tych funkcji, niezbędne jest wówczas zwrócenie się do operatora sieci z prośbą o wydanie nowej karty.